# Radiotext
Radiotext sind vom Rundfunksender übertragene Zusatzdaten, die in der Anzeige eines Radiotext-fähigen Radios (RDS-Receiver) angezeigt werden. Dies können zum Beispiel der Sendername, der Titel und Interpret des aktuellen Liedes oder aktuelle Nachrichten sein. Über UKW ist Radiotext eine Funktion des so genannten Radio-Daten-Systems. Nicht alle RDS-fähigen UKW-Radios unterstützen auch den Radiotext, so dass einige Radioanbieter den Programme Service Name (PS) zweckentfremden, um einen Begleittext (aufgestückelt) zu übertragen.
Radiotext wird aber nicht nur bei RDS-fähigen UKW-Radios eingesetzt, sondern wurde auch bei einigen über Satellit im Astra-Digital-Radio-Format verbreiteten Radioprogrammen ausgestrahlt. Auch im DVB-S-Format wird der Radiotext je nach Gerätetyp entweder auf dem Fernseher oder im Display des Satelliten-Receivers angezeigt.
Im Digitalradio-Standard DAB gibt es mit Dynamic Label eine Entsprechung zum Radiotext.

## Radiotext plus
Seit 2005 wurde Radiotext zu Radiotext plus (RT+) weiterentwickelt, dessen erster Standard zwischen 2005 und 2008 in mehreren Versionen publiziert wurde. In der aktuellen RDS-Spezifikation EN 62106:2010-07 (dt. Version) wurde RT+ nun ebenfalls integriert.
RT+ unterscheidet sich von Radiotext dadurch, dass es vor allem für den Gebrauch von mobilen Geräten mit eingeschränktem Display konzipiert wurde. Inhalte des RT+ werden mit sogenannten Category-Tags versehen, mit denen die Software des Empfängers bestimmte Inhalte filtern kann. Inhaltlich können die normalen Radiotext-Infos und die RT+ Inhalte gemischt werden, der RT+taugliche Empfänger filtert selbsttätig aus dem Komplettstream die relevanten Daten aus. RT+-taugliche (Autoradio-)Empfänger haben meist separate Displayareale, auf denen RT+ kontinuierlich angezeigt wird, ohne vorher Radiotext zu aktivieren. Hauptnutzung ist z. B. das Anzeigen des aktuellen Titels / Interpreten oder ähnliche Zusatzinformationen zum Programm. Durch die Kategorie-Filter wird gleichermaßen verhindert, dass unrelevante Infos angezeigt werden und des Weiteren dient es der Lesbarkeit der Informationen im Mobilbetrieb, da nicht jede Info ausgegeben wird, sich somit die Standzeit erhöht.
Analog zu RT+ existiert bei DAB die Erweiterung Dynamic Label Plus mit ähnlicher Funktion, welche dem RT gleichzusetzen ist.